# Vosges
|  | Per a altres significats, vegeu «Vosges (serralada)». |

Vosges (88) és un departament francès situat a la regió del Gran Est. Pren el seu nom del massís dels Vosges, que ocupa bona part del seu territori 

## Història
El departament dels Vosges és un dels vuitanta-tres departaments originals creats durant la Revolució Francesa, el 4 de març de 1790. Originàriament comprenia el sud de l'antiga província de Lorena així com algunes localitats de la Xampanya i del Franc Comtat.
El 1793, el principat de Salm, enclavament estranger amb capital a la vila de Senones, optà per la seva incorporació a la República Francesa després de la marxa dels prínceps. El 1795, la regió de Schirmeck, inicialment pertanyent al departament del Baix Rin passà a formar part del departament dels Vosges.
El 1871, pel tractat de Frankfurt, l'Alemanya s'annexionà una petita part del departament: el cantó de Schirmeck i la meitat del cantó de Saales, que des d'aquella data formen part de l'Alsàcia. Els municipis del cantó de Saales que romangueren francesos formaren un nou cantó, amb Provenchères-sur-Fave com chef-lieu. Els territoris perduts en virtut del tractat de Frankfurt tornaren a ser francesos pel tractat de Versalles, signat el 1919, però en lloc de tornar a pertànyer al departament dels Vosges restaren alsacians, dins el departament del Baix Rin.

## Geografia
Les ciutats més importants són Épinal, Neufchâteau, Saint-Dié-des-Vosges.
- Llista de municipis dels Vosges
- Llista de cantons dels Vosges